# مجنون مونتز
إيرل وليم مجنون مونتز (بالإنجليزية: Madman Muntz)‏ (3 يناير 1914 -21 يونيو1987 م) كان رجل أعمال ومهندسًا أمريكيًّا يبيع ويروج للسيارات وإلكترونيات استهلاكية في الولايات المتحدة في الفترة من 1930 حتي وفاته في 1987 .وكان رائداً في الإعلانات التلفزيونية مع نظيره غريب الأطوار «مجنون» دور (تمثيل) - وهو الأنا الذي ولدت الدعاية له مع ملابس غير عادية، المثيرة، والمطالبات الفاحشة. مونتز أيضا رود استريوهات السيارات من خلال خلق مونتز ستيريو الباكستانية، والمعروف باسم خرطوشة 4 المسار التي طورت علي يد صناعات بيل لير.
اخترع هذه الممارسة التي جاءت لتكون المعروفة باسم Muntzing، الذي ينطوي على تبسيط الأجهزة الإلكترونية معقدة خلاف ذلك. مونتز أنتج وسوق أول أجهزة الاستقبال التلفزيوني باللونين الأسود والأبيض لبيع لأقل من 100 دولار، وخلق واحدة من أقدم التليقزيونات شاشة عريضة الوظيفة. كان له الفضل في سك الاختصار "TV" للتلفزيون، على الرغم من أن مصطلح كان في وقت سابق استخدامها في رسائل الدعوة لمحطات مثل WCBS-TV. متسرباً من المدرسة، مونتز صنع ثروة من بيع السيارات، أجهزة التلفزيون، وأجهزة ستريو السيارة والأشرطة. في العدد الخاص بمجلة تايمز الأمريكية لعام 1968 بلوس أنجلوس أشار مقال أنه في سنة واحدة باع سيارات بقيمة 72 مليون دولار، وبعد مرور خمس سنوات باع من أجهزة التلفزيون بقيمة 55 مليون دولار، وأنه في عام 1967 كان يباع بقيمة 30 مليون دولار من أجهزة ستريو السيارة والأشرطة.
بعد نجاحه كبائع السيارات المستعملة وبالاشتراك مع وكلاء القيصر فريزر في ولايتي لوس أنجلوس ونيويورك (مدينة)، أسس مونتز شركة مونتز للسيارات، الأمر الذي جعل «مونتز جت»، سيارة رياضية مثل طائرة الخطوط العريضة. تم تصنيع السيارة بين عامي 1951 و 1953، على الرغم من أن أنتجت أقل من 400. تزوج مونتز سبع مرات. وشملت زوجاته الممثلة جوان بارتون (الذي ظهر في الملاك وBadman مع جون وين)وباتريشيا ستيفنز من مدارس باتريشيا ستيفنز للتشطيب. كان فيليس ديلر بين له العديد من الصديقات. كان أصدقاء مع المشاهير مثل المغني رودي فاليه، الممثل الكوميدي جيري كولونا، الممثل بيرت لار، مقدم البرامج التلفزيونية ديك كلارك، والممثل جين أوتري.

## مهنته المبكرة 1922–1953
مونتيز كان مبهوراً بالإلكتروتيات منذ سن مبكرة. وبنى أول جهاز الراديو الخاص به في سن 8 وبنى أخرى لسيارة والديه في سن ال 14. خلال فترةالكساد الكبير، في سن ال 15 ترك مدرسة الجين الثانوية ليعمل في متجر والديه للخردوات في إلجين، إلينوي.

### مبيعات السيارات
في عام 1934, افتتح مونتز أول معرض للسيارات المستخدمة، في الجين، مع خط أئتمان من 500 دولار. كان عمره فقط عشرين وكان علي أمه أن توقع علي أوراق بيع السيارات لأنه قانونياً كان صغيراً علي أن يغلق صفقاته الخاصة. خلال عطلة في ولاية كاليفورنيا، أكتشف مونتز أن السيارات المُستعملة تُباع هناك بأسعار أعلي بكثير؛ لذلك انتقل إلى كاليفورنيا في عام 1940 في عمر ال 26 ليفتتح معرض للسيارات المستعملة في غلينديل، كاليفورنيا.
اتباعاً لحدسه، أشتري 13 سيارة جديدة ذات محركات يُمني لإعادة بيعها. كانت هذه السيارات كانت قد بُنيت خصيصاً من أجل عملاء في آسيا، ولكن لم يتم التسليم بسبب اندلاع الحرب العالمية الثانية.كانت سيارة لينكون (سيارة) قد صُنعت خصيصاً حسب الطلب لشيانج كاي شيك. روت الصحف المحلية قصصاً عن السيارات الغير عادية، وكان مونتز قد باعهم كلهم في ظرف أسبوعين، وكانت السيارات مازالت في أقفاص الشحن الأصلية خاصتها. افتتح مونتز سريعاً معرضاً ثانياً في لوس أنجلوسو أغلق معرضه في الجين.
رفض مونتز الرأي الشائع في ذلك الوقت عن بائعوا السيارات المستعملة يجب أن يظهروا صورة رزينه جداً عنهم. وأدرك إمكانية توليد الؤعاية عن طريق الدعاية المثيرة للجدل، وأبتكر شخصية (المجنون) كنتيجة.لوحاته الإعلانية الملتهبة وإعلاناته التليفزيونيه والاذاعية الغريبة صنعت له الشهرة قريباً.في إعلانات سياراته المستخدمة، سوق نموذج علي أنه «مفاجأة اليوم»؛ أدعي مونتز أنه ان لم تباع هذه السيارة في ذلك اليوم فأنه سوف يقوم بتحطيمها بمطرقة ثقيلة علي الملأ.إعلان تليفزيوني آخر غير مشهور لمونتز عن السيارات المستعملة كان «أشتريهم بالتجزئة وأبيعهم بسعر الجملة...انها أكثر متعة بهذه الطريقة» ! إعلاناته أنتجت شهرة ودعاية كبيرة الأمر الذي جعل كوميدين مشهورين مثل بوب هوب وجاك بيني وستيف آلين حاولوا التفوق علي بعضهم البعض في مقابلات تليفزيونية مستخدمين نكات «مجنون» مونتز.و في جامعة جنوب كاليفورنياالمشجعين أخذوا يهتفوا باسم مونتز خلال الشوط الأول من مباراة أقيمت هناك علي سيبل المزاح.
أصبحت معارض نومنز للسيارات ذات جذب سياحي كبير نتيجة للدعاية واسعة النطاق من إعلاناته التليقزيونية المذاعة.وكشفت دراسة استقصائية عام 1946 من قبل بانر موتور للسياحة أنها في المرتبة السابعة من بين عوامل الجذب السياحية في جنوب كاليفورنيا.كان مونتز على استعداد لتحمل المخاطر كبيرة في محاولاته لتوليد الدعاية.في عهد المكارثية، سأل مونتز أحد المستشارين، «هل تعتقد انني سوف أتصدر الصفحات الأولى إذا انضممت إلى الحزب الشيوعي؟»

### نفاثات مونتز
في عام 1948 مصمم سيارات سباق وفرانك كورتيس مؤسس كورتيس-كرافت حاولوا تسويق سيارة رياضية جديدة، سيارة كورتيس-كرافت الرياضية الجديدة ذات المقعدين.فقط 36 وحدة تم بيعهم حتي عام 1950. في عان 1951، مقابل فقط 200,000 دولار (1.8 مليون دولار في 2013) قام كورتيس ببيع توكيل العلامة التجارية الخاص بالسيارات لمونتز، الذي قام سريعاً بإعادة هندسة الهوية ليتم سكها باسم «نفاثات مونتز».الإنتاج الأولي للنفاثات تم في جليندال، حيث قام مونتز بمد عرض بدن سيارات كورتيس كرافت الرياضية ذات المقعدين ب 13 أنشاً (33 سانتيمتراً)، جاعلا منها سيارة ذات أربعة مقاعد، وقام باستبدال الموتور المحرك للسيارة من فورد ف8 الي كاديلاكف8 .لاحقاً بعد صنع فقط 28 نفاثة في كاليفورنيا، قام مونتز بنقل الإنتاج الي مصنع جديد في مدينة ايفانستون بولاية إلينوي، وقام بمد الجسم ب3 أنشات أخرى (8 سانتيمترات)، واستبدل المحرك بدلاً من كاديلاك ف8 بمحرك أقل تكلفة لينكولن ذو الصمام الجانبي ف8.
ظهرت النفاثة علي غلاف عدد سبتمبر من عام 1951 من مجلة أشهر العلوم جنبا إلى جنب مع جاغوار ووإم جي.
و أظهرت التصميم الخاص بها، مع جسم من الألواح الألومنيوم وسطح علوي من الألياف الزجاجية قابل للطي.أسرفوا في تخطيطات الطلاء، مع وضع أسماء مثل «المريخ الأحمر»، «الستراتوسفير الأزرق»، و «ميست الجير»، كما زودوها بالخيارات الداخلية التي أشتملت علي التمساح أو الجلد الأسباني.أحتوت مساند المقعد الخلفي باراً كاملاً للمشروبات المتنوعة.
كانت النفاثة جيت قادرة على الوصول الي سرعة قصوى تبلغ 125 ميلا في الساعة (201 كم / ساعة) والتسارع من 0-50 ميل في الساعة (0-80 كم / ساعة) في 6 ثوان، وكان ذلك يعتبر انجازاً كبيراً للسيارات علي الطرق في ذلك الوقت.أنتجت أسرع سيارة في عام 1953 وهي سيارة رياضية أطلق عليها بيجاسوZ-102 ذات الشحن العالي في 155 ميلا في الساعة (249 كم / ساعة). وأشهر مالكي النفاثة جيت كانوا المدير التنفيذي للجنة النظم الأساسية فرانك ستانتون، والفنانين ميكي روني ولاش لارو.